# 毛瑙半岛
66°10′N 17°08′W / 66.167°N 17.133°W

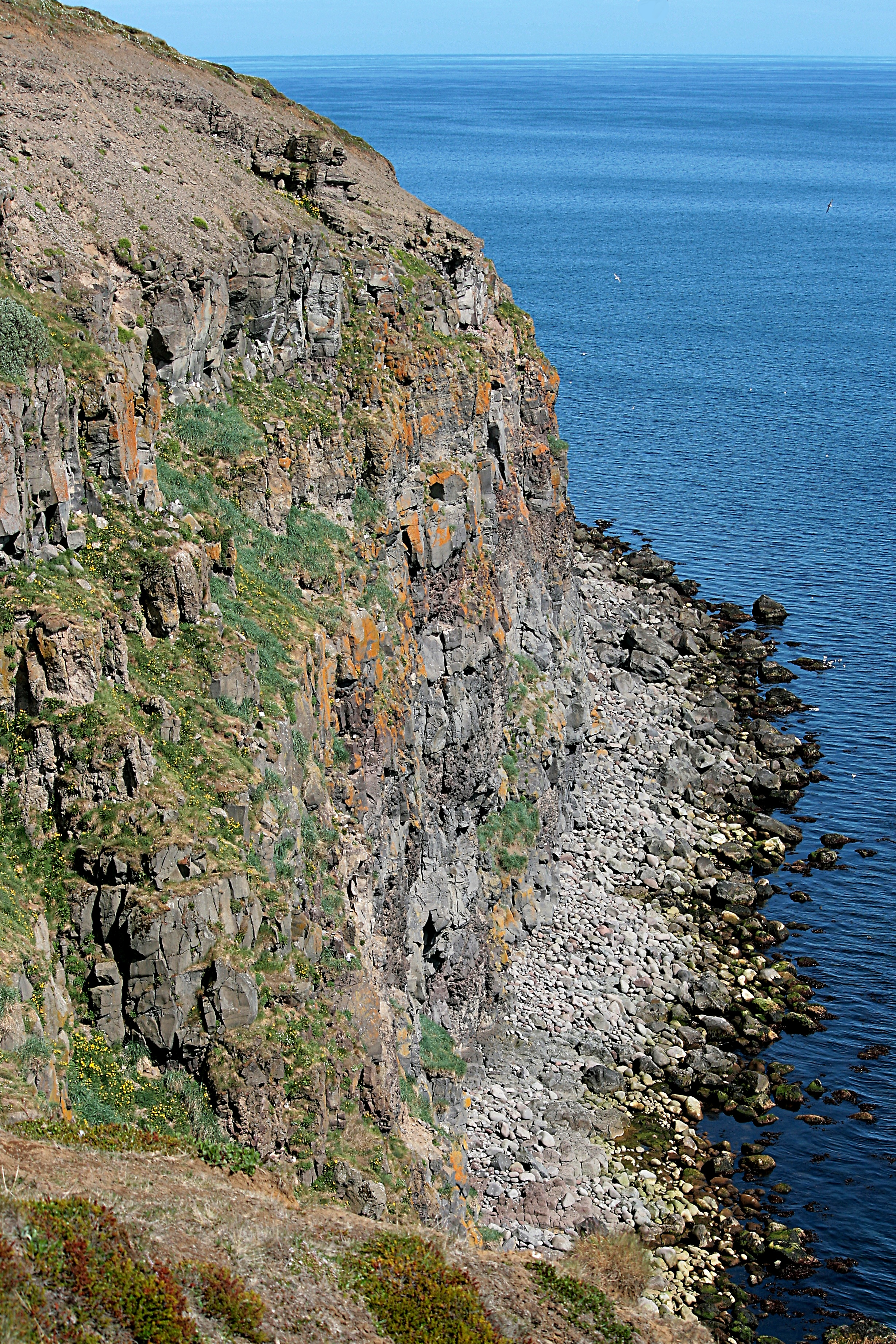
毛瑙半岛

毛瑙半岛位于冰岛东北部，东临阿赫萨湾，西濒斯乔尔万迪湾，北为格陵兰海。毛瑙半岛上以丰富的中新世至上新世的化石为著称。另外毛瑙半岛上还有大量的岩雷鸟栖息。半岛位于大西洋洋中脊的火山带上。

## 地名
冰岛语地名Tjörnes来自tjörn（池塘）和nes（海角）的复合词。汉语译名毛瑙半岛来自半岛上的城市毛瑙(Máná)。